# Jacques Malbrancq
Jacques Malbrancq (Aire-sur-la-Lys bij Sint-Omaars, 14 augustus 1579 - Doornik, 5 mei 1653) was een Zuid-Nederlands jezuïet.

## Levensloop
Als jezuïet werd Malbrancq predikant en leraar aan het jezuïetencollege van Sint-Omaars.
Hij ondernam enkele vertalingen van het Frans naar het Latijn. Hij werd vooral bekend door zijn studie gewijd aan de Moriniërs, de stam van oude Galliërs die de streek van Sint-Omaars en Boulogne-sur-Mer bevolkte.

## Publicatie
- De Morinis et Morinorum rebus, 3 vol., Doornik, 1639, 1647 en 1659. De geschiedenis vanaf de voorgeschiedenis tot in de veertiende eeuw, was vergezeld van talrijke kaarten, portretten en illustraties